# Province dello Zambia

Province dello Zambia

Le province dello Zambia sono la suddivisione territoriale di primo livello del Paese e ammontano a 10; una di queste, la provincia di Muchinga, fu istituita nel 2011.
Ciascuna provincia si articola ulteriormente in distretti.

## Lista
| Localizzazione | Provincia                  | Capoluogo | Popolazione (2010) | Superficie (Km²) |
| -------------- | -------------------------- | --------- | ------------------ | ---------------- |
|                | Provincia Centrale         | Kabwe     | 1 307 111          | 94 394           |
|                | Provincia di Copperbelt    | Ndola     | 1 972 317          | 31 328           |
|                | Provincia Orientale        | Chipata   | 1 592 661          | 51 476           |
|                | Provincia di Luapula       | Mansa     | 991 927            | 50 567           |
|                | Provincia di Lusaka        | Lusaka    | 2 191 225          | 21 896           |
|                | Provincia di Muchinga      | Chinsali  | 711 657            | 87 806           |
|                | Provincia Settentrionale   | Kasama    | 1 105 824          | 77 650           |
|                | Provincia Nord-Occidentale | Solwezi   | 727 044            | 125 826          |
|                | Provincia Meridionale      | Choma     | 1 589 926          | 85 283           |
|                | Provincia Occidentale      | Mongu     | 902 974            | 126 386          |